# Trinh Hiển Vương hậu
Trinh Hiển Vương hậu (chữ Hán: 貞顯王后; Hangul: 정현왕후, 21 tháng 7, 1462 – 13 tháng 9, 1530), hay Từ Thuận Đại phi (慈順大妃), là Vương hậu thứ ba của Triều Tiên Thành Tông Lý Huyện, và là mẹ ruột của Triều Tiên Trung Tông Lý Dịch.

## Thân thế
Trinh Hiển vương hậu sinh ngày 25 tháng 6 (âm lịch), năm Triều Tiên Thế Tổ thứ 8 (1462), tại huyện Tân Xương, Pha Bình. Cha bà là Linh Nguyện phủ viện quân Doãn Hào (鈴原府院君尹壕) và Diên An phủ phu nhân Diên An Điền thị (延安府夫人延安田氏). Bà là hậu duệ của tướng quân Doãn Quán (尹瓘), Doãn Quán có 2 người con trai là Doãn Ngạn Nhân (尹彥仁) và Doãn Ngạn Di (尹彥頤). Bà là cháu đời thứ 11 của Doãn Ngạn Di trong khi đó Phế Phi Doãn thị của Thành Tông là cháu đời thứ 10 của Doãn Ngạn Nhân, tính ra bà là cháu họ xa của Phế Phi Doãn thị, ngoài ra Trinh Hi vương hậu- chính phi của Thế Tổ- tổ mẫu của Thành Tông cũng là cháu đời thứ 9 của Doãn Ngạn Di, do đó Trinh Hi vương hậu là bà cô họ của bà.
Năm 1473, bà được sắc phong làm Quý nhân. Năm 1480, ngày 8 tháng 11, sau khi Kế phi Doãn thị bị phế, bà được sắc phong làm Vương phi nhờ tính tình hiền dịu, hòa thuận. Vì tính cách này, bà được Trinh Hi vương hậu và Chiêu Huệ vương hậu yêu quý.
Năm 1488, tháng 3, bà hạ sinh Lý Dịch (李懌), người sau này trở thành Triều Tiên Trung Tông. Khi đó, Lý Dịch mang tước hiệu Tấn Thành đại quân (晉城大君), khác với các Quân (君) do hậu cung sinh ra. Vào lúc này, Thành Tông còn yêu quý Vương thế tử Lý Long là con của Phế phi Doãn thị, nên Lý Dịch không thể được sách lập làm Vương Thế tử. 
Bà còn sinh thêm 3 vị công chúa: Thục Thuận công chúa (順淑公主); Thận Thục công chúa (慎淑公主) và một con gái không rõ phong hiệu.

## Từ Thuận Đại phi
Năm 1494, Thành Tông thăng hà, Thế tử Lý Long kế vị, tức Yên Sơn Quân. Nhà vua tôn Vương phi Doãn thị lên làm Vương đại phi, dâng tôn hiệu là Từ Thuận (慈順), không lâu sau thêm 2 chữ Hòa Huệ (和惠), toàn xưng Từ Thuận Hòa Huệ vương đại phi (慈順和惠王大妃).
Yên Sơn Quân mới đầu là người anh minh hòa nhã, nhưng sau đó vì chuyện của mẹ mình là Phế phi Doãn thị mà hành xử lỗ mãng, giết hại 2 hậu cung của Thành Tông là Trịnh quý nhân và Nghiêm quý nhân vào năm 1504, tức năm thứ 10 tại vị của nhà vua. Cũng trong năm đó, Yên Sơn Quân còn mạo phạm Nhân Túy đại vương đại phi khiến Đại vương đại phi trở bệnh qua đời. Cũng theo Yên Sơn quân ký lục (燕山君日記), nhà vua sau khi giết chết Trịnh Nghiêm lưỡng vị Quý nhân, còn có ý giết luôn Từ Thuận đại phi. Nhưng do Vương phi Thận thị cản lại mà không có việc khinh sợ xảy ra.
Năm 1506, Từ Thuận đại phi triệu tập các đại thần, chủ trì phế truất hôn quân Lý Long, phế thành Yên Sơn quân (燕山君). Con trai Từ Thuận Đại phi là Tấn Thành đại quân Lý Dịch lên kế vị, tức Triều Tiên Trung Tông, sự kiện này gọi là Trung Tông phản chính (中宗反正).
Năm 1530, ngày 22 tháng 8 (âm lịch), Từ Thuận đại phi Doãn thị qua đời ở đông chính điện thuộc Cảnh Phúc cung, hưởng thọ 69 tuổi. Thụy hiệu Trinh Hiển vương hậu (貞顯王后), được an táng cùng Thành Tông đại vương ở Tuyên Lăng (宣陵).

## Hậu duệ
- Vương tử:

1. Triều Tiên Trung Tông Lý Dịch (李懌)

- Vương nữ:

1. Thuận Thục công chúa [順淑公主, ? - 1488]
2. 2 công chúa, mất sớm năm 1486 và 1490.

## Thụy hiệu
- Từ Thuận Hòa Huệ Chiêu Ý Khâm Thục Trinh Hiển Vương hậu
- 慈順和惠昭懿欽淑貞顯王后
- 자순화혜소의흠숙정현왕후